# Conteville (Calvados)
Conteville ist eine ehemalige französische Gemeinde mit zuletzt 100 Einwohnern (Stand 1. Januar 2013) im Département Calvados in der Region Normandie in Nordfrankreich. Sie gehörte zum Arrondissement Caen und ist Teil des Kantons Troarn.

## Geografie
Nachbargemeinden waren Chicheboville im Norden, Billy im Osten, Poussy-la-Campagne im Süden, Saint-Aignan-de-Cramesnil im Westen und Garcelles-Secqueville im Nordwesten.

## Geschichte
1047 fand nördlich von Conteville zwischen Herzog Wilhelm II. und seinem Cousin Guy von Burgund die Schlacht von Val-ès-Dunes um das Herzogtum Normandie statt.
Während des Zweiten Weltkrieges wurde Conteville am 13. August 1944 durch die Britische Infanterie befreit.
Die Gemeinde Conteville wurde am 1. Januar 2017 mit Billy, Airan, Fierville-Bray und Poussy-la-Campagne zur neuen Gemeinde Valambray zusammengeschlossen.

### Bevölkerungsentwicklung
| Jahr                             | 1793 | 1836 | 1876 | 1926 | 1946 | 1968 | 1990 | 2013 |
| Einwohner                        | 128  | 116  | 112  | 90   | 92   | 74   | 80   | 100  |
| Quelle: Cassini, EHESS und INSEE |      |      |      |      |      |      |      |      |

## Sehenswürdigkeiten
- Kirche Sts-Innocents aus dem 12./13. Jahrhundert